# Everlasting (Every Little Thing)
Everlasting è il primo album in studio del gruppo musicale giapponese Every Little Thing, pubblicato nel 1997.

## Tracce
Le tracce sono di Mitsuru Igarashi tranne dove indicato.
1. Future World – 4:07
2. Feel My Heart (Album Mix) – 4:26
3. Here and Everywhere – 3:58 (testo: Kaori Mochida)
4. Season (Album Version) – 5:52
5. Futari de Jidai o Kaete Mitai (二人で時代を変えてみたい) – 4:57 (testo: Masanori Nagaoka)
6. Tatoe Tooku Hanarete Temo... (たとえ遠く離れてても．．．) – 5:10
7. micro stress – 0:19 (musica: Ichirō Itō)
8. Dear My Friend (Album Mix) – 3:49
9. Looking Back on Your Love – 4:59
10. Never Stop! – 4:21 (testo: Kaori Mochida)
11. I'll Get over You – 4:38
12. Double Moon – 0:54 (musica: Ichiro Ito)